# 風雲 ストームウォリアーズ
『風雲　ストームウォリアーズ』（原題：風雲II、英題：The Storm Warriors）は、前作『風雲 ストームライダーズ』のヒットを受けて2009年に制作された香港アクション・ファンタジー映画、監督はパン兄弟。香港・台湾で大ベストセラーとなった馬栄成の続編漫画が原作。四大天王のひとり、アーロン・クオックと若手ナンバーワンスターのイーキン・チェンによるダブル主演。
日本では、本作は劇場未公開でDVDが2010年に発売された。

## 出演
- イーキン・チェン
- アーロン・クォック
- ニコラス・ツェー
- シャーリーン・チョイ
- サイモン・ヤム
- ケニー・ウォン
- ラム・シュー
- パトリック・タム
- ケニー・ホー
- 唐嫣
- アンソン・リョン

## スタッフ
- 監督・脚本・製作：オキサイド・パン、ダニー・パン
- 音楽：ロナルド・ン（伍楽城）
- 原作：マー・ウィンシン（馬栄成）
- 撮影：デーチャー・スリマントラ
- 編集：カーレン・パン

## 主題歌
『風雲義』
- 作詞：林夕／作曲：陳光栄／歌：アーロン・クォック、イーキン・チェン

## 主な受賞
第29回香港電影金像奨（2010年）
- ノミネート：最優秀美術賞
- ノミネート：最優秀衣装デザイン賞
- ノミネート：最優秀アクションデザイン賞
- ノミネート：最優秀音響効果賞
- 受賞：最優秀視覚効果賞